# 国家地方警察岩手県本部
国家地方警察岩手県本部（こっかちほうけいさついわてけんほんぶ）は、旧警察法時代に存在した岩手県の都道府県国家地方警察で、自治体警察を設けない地域を管轄区域とする。また国家地方警察仙台警察管区本部の行政管理を受ける。
1954年（昭和29年）の新警察法の公布により廃止され、新たに都道府県警察として岩手県警察本部が発足した。

## 組織
1948年（昭和23年）時点
- 総務部
  - 秘書調査課、会計課
- 警務部 　 
  - 人事装備課、教養課
- 刑事部 　 
  - 捜査課、鑑識課、防犯統計課
- 警備部 　 
  - 警備課、交通課、通信課

## 地区警察署
1948年（昭和23年）時点
- 盛岡地区警察署
- 沼宮内地区警察署
- 日詰地区警察署
- 花巻地区警察署
- 黒沢尻地区警察署
- 水沢地区警察署
- 岩谷堂地区警察署
- 一関地区警察署
- 千厩地区警察署
- 盛地区警察署
- 遠野地区警察署
- 釜石地区警察署
- 宮古地区警察署
- 岩泉地区警察署
- 久慈地区警察署
- 二戸地区警察署

## 県内の自治体警察
- 盛岡市警察
- 大船渡市警察
- 釜石市警察
- 宮古市警察
- 一関市警察